# Calgary-Sud
Pour les articles homonymes, voir Calgary (homonymie).
Calgary-Sud fut une circonscription électorale fédérale de l'Alberta, représentée de 1953 à 1988.
La circonscription de Calgary-Sud a été créée en 1952 avec des parties de Bow River, Calgary-Ouest et Calgary-Est. Abolie en 1987, elle fut redistribuée parmi Calgary-Sud-Est, Calgary-Sud-Ouest et Calgary-Ouest.

## Géographie
En 1952, la circonscription de Calgary-Sud comprenait:
- Une partie de la cité de Calgary bornée par la rivière Bow

## Députés
1. 1953-1957 — Carl Olof Nickle, PC
2. 1957-1963 — Arthur Ryan Smith, PC
3. 1963-1965 — Harry Hays, PLC
4. 1965-1968 — Harold Raymond Ballard, PC
5. 1968-1972 — Patrick Morgan Mahoney, PLC
6. 1972-1979 — Peter Bawden, PC
7. 1979-1984 — John William Thomson, PC
8. 1984-1988 — Bobbie Sparrow, PC

- PC = Parti progressiste-conservateur
- PLC = Parti libéral du Canada